# Тадахиро Акиба
Тадахиро Акиба (јап. 秋葉 忠宏; 13. октобар 1975) јапански је фудбалер.

## Каријера
Током каријере играо је за ЈЕФ Јунајтед Ичихара, Албирекс Нигата, Токушима Вортис и многе друге клубове.

## Репрезентација
Са репрезентацијом Јапана наступао је на олимпијским играма 1996.